# Bandung Agung (Semidang Alas)
Bandung Agung is een bestuurslaag in het regentschap Seluma van de provincie Bengkulu, Indonesië. Bandung Agung telt 475 inwoners (volkstelling 2010).